# Coassolo Torinese
Coassolo Torinese (Coasseul ëd Turin in piemontese) è un comune italiano di 1 477 abitanti della città metropolitana di Torino in Piemonte.

Si trova nelle Valli di Lanzo, a 38 km. nord-ovest rispetto al capoluogo piemontese.

## Origini del nome
La radice coass- appartiene a diverse località piemontesi e non solo: essa deriva probabilmente da un latino "aquaticum" riletto secondo le abitudini articolatorie degli ex parlanti di lingue celtiche o liguri preromane, con valore di luogo abitato nei pressi di acque. Cfr. Cuasso al Monte, Guazzora, Acquetico frazione di Pieve di Teco, e il verbo "sguazzare".
In piemontese il comune è detto Coasseul [kwaˈsœl]. Altri due comuni del Piemonte sono detti in piemontese Coasseul, mentre in italiano la grafia è differente: essi sono Coazzolo (AT) e Quassolo (presso Ivrea), inoltre esiste una frazione di Albenga (SV) con il nome di Coasco. Il toponimo in francoprovenzale è Couassœl. Da ricordare anche il comune di Coazze (Coase), in alta Val Sangone.

## Storia

### Simboli
Lo stemma e il gonfalone sono stati concessi con decreto del presidente della Repubblica del 14 novembre 1977.
Il gonfalone è un drappo di rosso.

## Società

### Evoluzione demografica
Negli ultimi cento anni, a partire dal 1921, la popolazione residente è dimezzata.
Abitanti censiti

### Etnie e minoranze straniere
Secondo i dati Istat al 31 dicembre 2017, i cittadini stranieri residenti a Coassolo Torinese sono 70
1) Romania: 47

## Amministrazione
| Periodo | Periodo   | Primo cittadino | Partito                 | Carica  | Note        |
| ------- | --------- | --------------- | ----------------------- | ------- | ----------- |
| 2004    | 2009      | Franco Musso    | lista civica            | Sindaco |             |
| 2009    | 2014      | Franco Musso    | lista civica            | Sindaco | II mandato  |
| 2014    | 2019      | Franco Musso    | lista civica Vaccarezza | Sindaco | III mandato |
| 2019    | in carica | Guido Bonino    | lista civica            | Sindaco |             |

### Altre informazioni amministrative
Coassolo fa parte dell'Unione dei Comuni montani delle Valli di Lanzo, Ceronda e Casternone, ex Comunità montana Valli di Lanzo, Ceronda e Casternone.